# ماريا أولسون
ماريا أولسون (بالسويدية: Maria Olsson) مواليد 5 ديسمبر 1986، هي لاعبة كرة يد سويدية تلعب كحارس مرمى. مثلت منتخب السويد لكرة اليد للسيدات.

## سجل المنافسة
شاركت في البطولات التالية:
- بطولة أوروبا لكرة اليد للسيدات 2012